# Torreya jackii
Torreya jackii е вид растение от семейство Cephalotaxaceae. Видът е застрашен от изчезване.

## Разпространение
Разпространен е в Китай.